# Esplosione di farina a Torino
L'esplosione di farina a Torino fu un incidente accaduto il 14 dicembre 1785, presso il Panificio Giacomelli; è il primo caso documentato di esplosioni causate dalla polvere di cereali, in particolare farina. Questo evento tragico divenne un punto di riferimento nella comprensione del pericolo rappresentato dalla polvere sospesa nell'aria in ambienti industriali, in particolare nelle panetterie, dove grandi quantità di farina venivano manipolate quotidianamente.
Secondo i resoconti storici, tra cui quello del Conte Carlo Ludovico Morozzo di Bianzè, che indagò l'incidente e pubblicò un rapporto nel 1795, l'esplosione avvenne quando un lavoratore stava versando la farina attraverso un "bolter" (un dispositivo usato per setacciare la farina) al piano superiore del panificio. Durante questa operazione, una parte della farina fine fuoriuscì dal dispositivo, creando una nuvola di polvere sospesa nell'aria, che si incendiò quando entrò in contatto con una fonte di innesco, probabilmente una lampada a candela presente al piano inferiore. La reazione rapida della polvere sospesa nell'aria provocò una violenta deflagrazione che distrusse il panificio, ferendo due lavoratori e causando danni significativi anche alle aree circostanti. 
Secondo il resoconto del Conte Morozzo, l'esplosione distrusse le finestre e fece cadere i telai in strada. Inoltre, i due lavoratori feriti furono un ragazzo che stava "rimescolando la farina alla luce di una lampada", che si ustionò il viso e le braccia con una prognosi di oltre 15 giorni, e un altro ragazzo che vide le fiamme provenire dall'altra parte del magazzino e saltò giù da un'impalcatura rompendosi una gamba.
L'inchiesta condotta dal Conte Morozzo sottolineò che la polvere di farina nel magazzino era particolarmente secca, una condizione che aumentava la sua reattività esplosiva, a causa della siccità in quella zona del Piemonte che non aveva visto precipitazioni nei precedenti 5-6 mesi. Inoltre, venne notato che la polvere dispersa nell'aria rappresentava un pericolo maggiore rispetto alla polvere accumulata a terra, poiché la polvere sospesa era facilmente innescabile.
Questo incidente rappresenta una delle prime documentazioni di un'esplosione di polveri e segna l'inizio di un'indagine scientifica sul fenomeno. Inoltre, ha portato all'adozione di misure di sicurezza più rigorose per prevenire simili disastri, contribuendo a una maggiore consapevolezza del pericolo e alla formulazione di normative industriali per la gestione della polvere nei luoghi di lavoro.